# 李宣范
李宣范（?—?），安徽宣城（安徽宣城）人，是一名清朝政治人物。
李宣范曾于1840年接替豫益任松江府知府一职，1841年由福祥接任。